# Centrochthonius schnitnikovi
Espèce
Synonymes
- Chthonius schnitnikovi Redikorzev, 1934

Centrochthonius schnitnikovi est une espèce de pseudoscorpions de la famille des Pseudotyrannochthoniidae.

## Distribution
Cette espèce est endémique du Kirghizistan.

## Publication originale
- Redikorzev, 1934 : Neue paläarktische Pseudoscorpione. Zoologische Jahrbücher, Abteilung für Systematik, Ökologie und Geographie der Tiere, vol. 65, p. 423-440.